# Millionenraub am Nil
Millionenraub am Nil (original: Easy Go) ist ein früher (1968) Kriminalroman von Michael Crichton, den er unter dem Pseudonym John Lange veröffentlicht hat. Übersetzer war Bodo Baumann. Bedeutende Handlungsorte sind Kairo und Luxor.

## Inhalt
Der Ägyptologe Barnaby entdeckt, dass ein Hieroglyphen-Text einen verschlüsselten Hinweis auf ein bislang unbekanntes und mutmaßlich nicht geplündertes Pharaonengrab enthält. Er wendet sich an den gelangweilten Journalisten Pierce. Pierce übernimmt die Führung des Unternehmens und stellt eine kleine Gruppe von Komplizen zusammen. Als Mäzen tritt der Adlige Grover auf, der zu der Wüstenexpedition seine Geliebten mitnimmt.   
Während die Gruppe tagsüber zur Tarnung Hieroglyphen in bekannten Gräbern neu übersetzen und fotografisch dokumentieren, gehen sie nachts auf Schatzsuche. Nach Monaten finden sie tatsächlich das unversehrte Grab. 
Varese, ein Beamter der Antikenverwaltung, deckt die Aktion auf, macht sie jedoch nicht öffentlich, sondern erpresst die Gruppe, vom Raub abzusehen und das Grab offiziell zu entdecken.

## Ausgaben
- Easy Go, Signet Books, 1968
- The Last Tomb, Bantam Books, 1974
- Millionenraub am Nil, Ullstein, 1974, ISBN 3-548-01393-7